# György Gilyán
György Gilyán (ur. 4 października 1951 w Budapeszcie) – węgierski dyplomata, prawnik, ekonomista, ambasador Republiki Węgierskiej w Federacji Rosyjskiej (2008–2010).

## Życiorys
W 1975 roku ukończył Moskiewski Państwowy Instytut Stosunków Międzynarodowych.
Pracował w Ministerstwie Spraw Zagranicznych Węgier, Ministerstwie Handlu i Ministerstwie Międzynarodowych Stosunków Gospodarczych.
W latach 2006–2008 pełnił funkcję Sekretarza Stanu w Ministerstwie Spraw Zagranicznych w Kancelarii Prezesa Rady Ministrów.
W latach 2008–2010 był ambasadorem Republiki Węgierskiej w Federacji Rosyjskiej.

## Odznaczenia
- Krzyż Komandorski Orderu Zasługi RP (1997)[3]
- Krzyż Komandorski Orderu Węgierskiego Zasługi (1998)
- Order „Za zasługi” III klasy (Ukraina, 2009)[4]